# Голубовка (Белыничский район)
Голубовка (бел. Голубаўка) — деревня в составе Вишовского сельсовета Белыничского района Могилёвской области Белоруссии. Население — 86 человек (2019).

## Географическое положение
Ближайшие населённые пункты: Митьковщина, Залубнище.

## История
Упоминается в 1668 году как деревня в Оршанском повете Великого княжества Литовского. В 1777 году согласно архивным документам в составе Могилёвского уезда. В середине XIX века в составе имения Песчинка. В 1880 году 18 дворов, помимо земледелия сельчане занимались заготовкой лесных материалов для изготовления деревянных изделий. Согласно переписи населения 1897 года в Нежковской волости Могилёвского уезда, 23 двора, школа. С февраля по октябрь 1918 года оккупирована германскими войсками. В 1931 года образован колхоз «14 лет Октябрьской революции». В период Великой Отечественной войны со 2 июля 1941 года по 29 июня 1944 года оккупирована немецко-фашистскими захватчиками. 25 односельчан погибли на фронте и в партизанской борьбе. В 1986 году в составе колхоза имени М.В. Фрунзе (центр — д. Ермоловичи), магазин, начальная школа.
Планировка крестообразная. Главная улица ориентирована с северо-запада на юго-восток. Застройка двухсторонняя, деревянная, с приусадебными участками.

## Население
| Численность населения (по переписи) | Численность населения (по переписи) | Численность населения (по переписи) | Численность населения (по переписи) | Численность населения (по переписи) | Численность населения (по переписи) | Численность населения (по переписи) |
| 1880                                | 1897                                | 1926                                | 1959                                | 1970                                | 2009                                | 2019                                |
| ----------------------------------- | ----------------------------------- | ----------------------------------- | ----------------------------------- | ----------------------------------- | ----------------------------------- | ----------------------------------- |
| 103                                 | ↗162                                | ↗273                                | ↗293                                | ↘229                                | ↘106                                | ↘86                                 |